# Kovács Imre (kutatóorvos)
Kovács Imre (1968. április 4. – La Jolla, 2020. május) magyar kutatóorvos az Alzheimer-kór neuropatológiája terén.

## Életútja
1994-ben elvégezte a Szent-Györgyi Albert Orvostudományi Egyetemet (SZOTE), 1998-ben védte meg Structural organization of the cholinergic system and neuropathological alterations in the olfactory bulb című doktori disszertációját, és szerzett doktori fokozatot (PhD). Tudományos vezetője Kása Péter professzor volt, aki a Szegedi Orvostudományi Egyetem Alzheimer-kór Kutatólaboratóriumát vezette.

### Az Egyesült Államokban

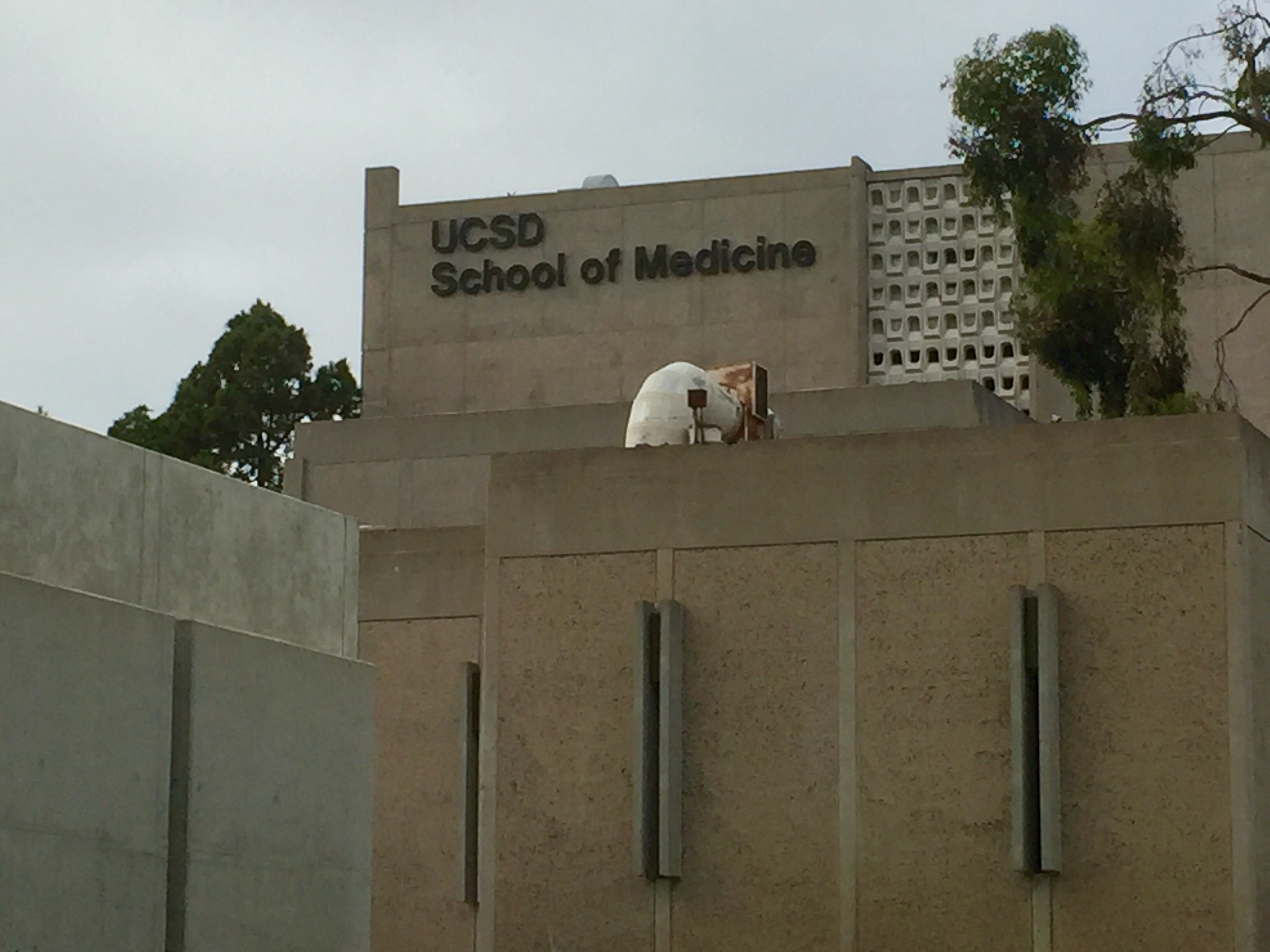
A Kaliforniai Egyetem Orvostudományi Kara

1999-ben J-1 kutatói vízummal az Amerikai Egyesült Államokban folytatta tudományos munkásságát. Fő kutatási területe: a rágcsálók és az emberek központi idegrendszerének neuromorfológiai elváltozásainak tanulmányozása, különös tekintettel az Alzheimer-kórra. Az Egyesült Államokban kezdetben a Massachusettsi Általános Kórházban (Boston) kutatott, majd a 2000-es évek második felétől az ország nyugati partvidékén, San Diegóban dolgozott kutatóként. Előbb a Sanford Burnham Prebys Kutatóintézetben dolgozott posztdoktorális ösztöndíjasként 2003 és 2008 között, majd a Kaliforniai Egyetemen kutatott egészen haláláig. Utolsó munkahelye az egyetem idegtudományi tanszéken (Department of Neurosciences, UC San Diego School of Medicine) volt.
Számos tudományos társaságnak volt a tagja: Hungarian Neuroscience Association (1996–), European Neuroscience Association (1996–), The Hungarian Society of Neuropathology (1997–), International Brain Research Organization (1997–).
Tragikus hirtelenséggel hunyt el 52 évesen 2020-ban.

## Kendó
Nagy szenvedélye volt a bambuszkardokkal gyakorolt japán kardvívás, a kendó, ebből 3. dan fokozatot szerzett. A Szegedi Kendó Egyesületben kezdett el kendózni az 1990-es évek elején, első mestere Kamae Masayuki (6. dan) volt, aki 1993 és 1996 között tanított Szegeden. Kovács a harcművészet gyakorlását az Egyesült Államok-ban is folytatta, előbb a Harvard-Radcliffe Kendo Club-ban, majd az ország nyugati partvidékén, a San Diego Kendo Bu egyesületnél.
1999 és 2009 között aktívan jelen volt a Harcművészetek című indexes vitafórumon, ahol több ezer hozzászólást írt a kendóról és egyéb harcművészeti témákról.

## Publikációi
- Kasa, P., Kovacs, I., Farkas, Z., Geula, C. (1996) Effect of hypocholinergic activity on the immunoreactivity of ß-amyloid precursor protein in the central nervous system. Neurobiology 4, 119-121.
- Kovacs, I., Török, I., Zombori, J., Kasa, P. (1996) Neuropathologic changes in the olfactory bulb in Alzheimer’s disease. Neurobiology 4, 123-126.
- Kasa, P., Karcsu, S., Kovacs, I., Wolff, J.R. (1996) Cholinoceptive neurons without acetylcholinesterase activity and enzime-positive neurons without cholinergic synaptic innervation are present in the main olfactory bulb of adult rat. Neuroscience 73, 831-844.
- Kasa, P., Kovacs, I., Farkas, Z., Geula, C., Yamaguchi, H. (1996) ß-amyloid precursor protein immunoreactivity does not increases in the cortex and hippocampus of the rat brain in consequence of cholinergic hypoactivity. Neurobiol. Aging 17, S19.
- Zombori, J., Kovacs, I., Török, I., Kasa, P. (1996) Structural localization of amyloid ß-peptide in the olfactory bulb of Alzheimer’s disease brain samples. Clin. Neurosci. 49, Suppl. 1. 46-47.
- Kovacs, I., Török, I., Zombori, J., Kasa, P. (1996) Cholinergic structures and neuropathological changes in human olfactory bulb. Clin. Neurosci. 49, Suppl. 1. 23-24.
- Kalman, J., Juhasz, A., Csaszar, A., Kovacs, I., Kanka, A., Rimanoczy, A., Kasa, P., Janka, Z., Rasko, I. (1996) Apolipoprotein E allele frequencies in patients with late-onset Alzheimer’s disease in Hungary. Clin. Neurosci. 49, Suppl. 1. 37-38.
- Kalman, J., Engelhardt, J.I., Le, W.D., Kovacs, I., Kasa, P., Appel, S.H. (1997) Experimental immune-mediated damage to the septal cholinergic structures, and its effect on learning and memory functions. J. Neuroimmunol. 77, 63-74.
- Kovacs, I., Farkas, Z., Kasa, P. Jr., Geula, C., Kasa, P. Sr. (1997) Effects of 192-IgG-saporin on cholinergic and galaninergic neurons in the brain of the rat. Neurobiology (in press).
- Kovacs, I., Torok, I., Zombori, J., Kasa, P. (1998) Cholinergic structures and neuropathologic alterations in the olfactory bulb of Alzheimer's disease brain samples. Brain Res. 789, 167-70.
- Imre Kovacs, Kristen M. Lentini, Laura MacKenzie Ingano & Dora M. Kovacs (2006) Presenilin 1 forms aggresomal deposits in response to heat shock. Journal of Molecular Neuroscience, Volume 29, pages 9–19, (2006)
- Nagahara AH, Mateling M, Kovacs I, Wang L, Eggert S, Rockenstein E, Koo EH, Masliah E, Tuszynski MH. (2013) Early BDNF treatment ameliorates cell loss in the entorhinal cortex of APP transgenic mice. J Neurosci. 2013 Sep 25; 33(39):15596-602.
- Nagahara AH, Wilson BR, Ivasyk I, Kovacs I, Rawalji S, Bringas JR, Pivirotto PJ, Sebastian WS, Samaranch L, Bankiewicz KS, Tuszynski MH. (2018) MR-guided delivery of AAV2-BDNF into the entorhinal cortex of non-human primates. Gene Ther. 2018 04; 25(2):104-114.
- Castle MJ, Baltanás FC, Kovacs I, Nagahara AH, Barba D, Tuszynski MH. (2020) Postmortem Analysis in a Clinical Trial of AAV2-NGF Gene Therapy for Alzheimer's Disease Identifies a Need for Improved Vector Delivery. Hum Gene Ther. 2020 04; 31(7-8):415-422.